# Витуччи, Пино
Джузеппе (Пино) Витуччи (итал. Giuseppe (Pino) Vitucci; 4 октября 1950, Бари — 25 января 2018, Бари) — итальянский борец греко-римского стиля. Участник летних Олимпийских игр 1976 года.

## Биография
Пино Витуччи родился 4 октября 1950 года в итальянском городе Бари.
Выступал в соревнованиях по греко-римской борьбе за гимнастическое общество «Анджулли» из Бари. 11 раз становился чемпионом Италии (1970, 1972—1973, 1975—1978, 1980—1982, 1985).
В 1976 году вошёл в состав сборной Италии на летних Олимпийских играх в Монреале. В весовой категории до 82 кг в первом раунде проиграл туше на 5-й минуте Кейо Манни из Финляндии, во втором раунде был дисквалифицирован на 8-й минуте схватки с Адамом Островским из Польши и выбыл из турнира.
В 1980 году занял 9-е место на чемпионате Европы в Прьевидзе в весе до 90 кг.
Параллельно спортивной карьере занимался биологией. После завершения выступлений работал биологом в поликлинике университета Бари.
Был спортивным директором и тренером гимнастического общества «Анджулли». Среди воспитанников Витуччи — борец сборной Италии Фабио Паризи.
Умер 25 января 2018 года в Бари.

## Семья
Сын — Никола Витуччи, итальянский борец греко-римского стиля, тренер. После смерти отца стал спортивным директором гимнастического общества «Анджулли».